# Nyakláncos álszajkó
A nyakláncos álszajkó (Pterorhinus pectoralis) a madarak osztályának verébalakúak (Passeriformes) rendjébe és a Leiothrichidae családjába tartozó faj.

## Rendszerezése
A fajt John Gould angol ornitológus írta le 1836-ban, az Ianthocincla nembe Ianthocincla pectoralis néven. Egyes szervezetek a Garrulax nembe sorolják Garrulax pectoralis néven.

## Alfajai
- Pterorhinus pectoralis melanotis Blyth, 1843 - a Himalája keleti vonulataitól Mianmar középső részéig
- Pterorhinus pectoralis pectoralis (Gould, 1836) - Nepál
- Pterorhinus pectoralis picticollis Swinhoe, 1872 - Kelet-Kína
- Pterorhinus pectoralis pingi Cheng, 1963 - Jünnan tartomány
- Pterorhinus pectoralis robini Delacour, 1927 - Kína déli része, Északkelet-Laosz és Észak-Vietnam
- Pterorhinus pectoralis semitorquatus Ogilvie-Grant, 1900 - Hajnan szigete
- Pterorhinus pectoralis subfusus Kinnear, 1924 - Mianmar keleti része, Nyugat-Thaiföld és Északnyugat-Laosz

## Előfordulása
Dél- és Délkelet-Ázsiában, Banglades, Bhután, Kína, India, Laosz, Mianmar, Nepál, Thaiföld és Vietnám területén honos. A Hawaii-szigetekre betelepítették.
Természetes élőhelyei a szubtrópusi vagy trópusi síkvidéki és hegyi esőerdők, mérsékelt övi erdők és cserjések, valamint ültetvények. Állandó, nem vonuló faj.

## Megjelenése
Testhossza 35 centiméter, testtömege 139-149 gramm.

## Életmódja
Rovarokkal és néha gyümölcsökkel táplálkozik.

## Természetvédelmi helyzete
Az elterjedési területe rendkívül nagy, egyedszáma ugyan csökken, de még nem éri el a kritikus szintet. A Természetvédelmi Világszövetség Vörös listáján nem fenyegetett fajként szerepel.